# بانکلمبیا

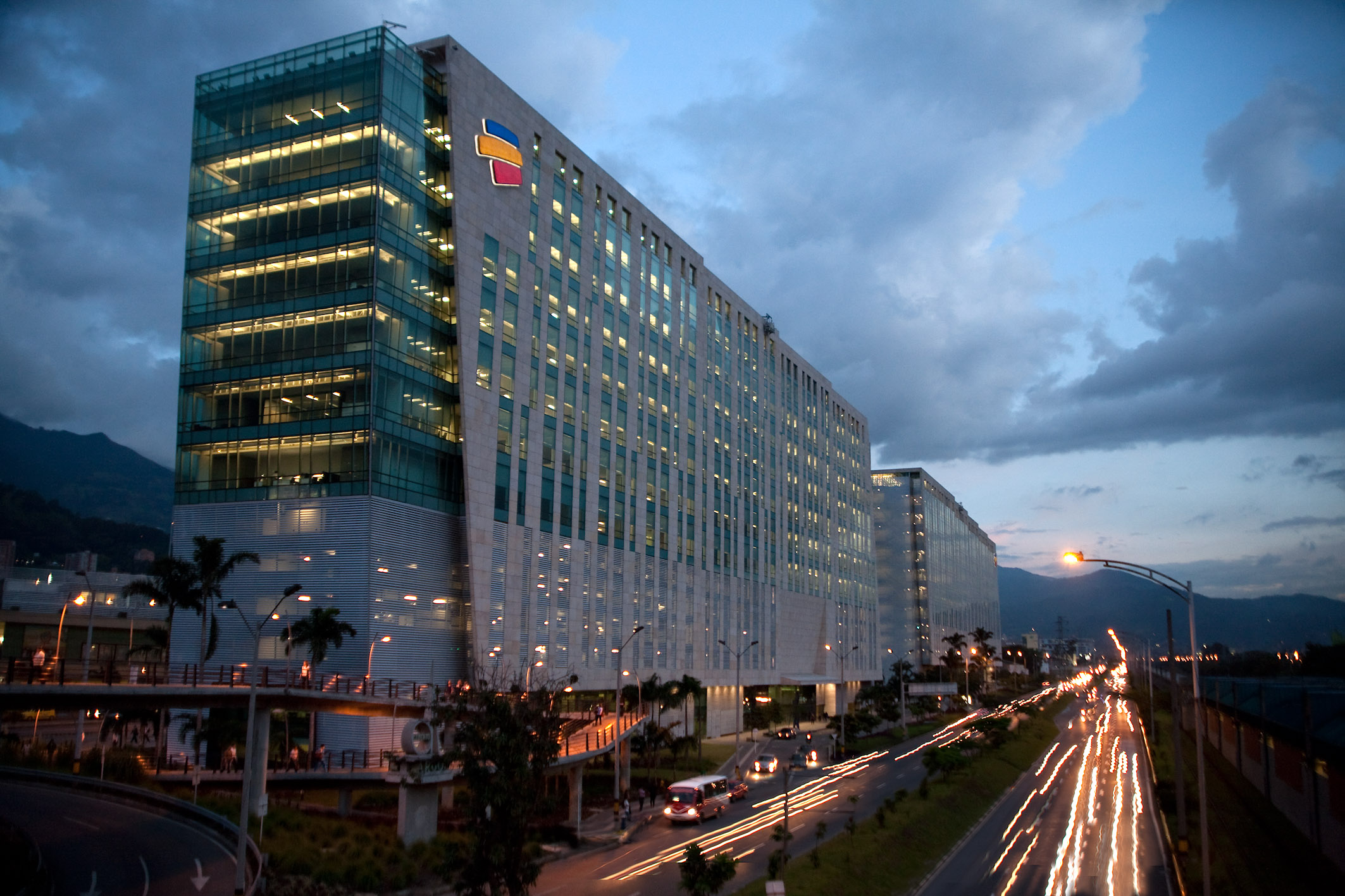
ساختمان مرکزی بانکلمبیا، در شهر مدلین

بانکلمبیا (به اسپانیایی: Bancolombia) بزرگترین بانک تجاری کلمبیا است، که طیف وسیعی از خدمات بانکی شامل بانکداری خرد، بانکداری اختصاصی، بانکداری شرکتی، بانکداری سرمایه‌گذاری و خدمات بیمه را ارائه می‌نماید.
بانکلمبیا در سال ۱۹۴۵ تاسیس شد و در حال حاضر دارای عملیات در کشورهای پاناما، السالوادور، پورتوریکو، پرو، برزیل، ایالات متحده آمریکا، اسپانیا، استرالیا، مالزی و سری لانکا می‌باشد و به‌عنوان یکی از بزرگترین بانک‌های مستقر در آمریکای لاتین شناخته می‌شود.
شعبه مرکزی این بانک در دومین شهر بزرگ کلمبیا؛ مدلین قرار دارد و بخشی از سهام آن در بازارهای بورس نیویورک، بورس مادرید و بورس کلمبیا معامله می‌شود.